# Thelyconychia
Thelyconychia är ett släkte av tvåvingar. Thelyconychia ingår i familjen parasitflugor.
Kladogram enligt Catalogue of Life:
| Thelyconychia | \| \| Thelyconychia aplomyioides \| \| \| \| \| \| Thelyconychia delicatula \| \| \| \| \| \| Thelyconychia discalis \| \| \| \| \| \| Thelyconychia femorata \| \| \| \| \| \| Thelyconychia marconychia \| \| \| \| \| \| Thelyconychia solivaga \| \| \| \| \| \| Thelyconychia vicinalis \| \| \| \| \| \| Thelyconychia vidua \| \| \| \| |
|               | \| \| Thelyconychia aplomyioides \| \| \| \| \| \| Thelyconychia delicatula \| \| \| \| \| \| Thelyconychia discalis \| \| \| \| \| \| Thelyconychia femorata \| \| \| \| \| \| Thelyconychia marconychia \| \| \| \| \| \| Thelyconychia solivaga \| \| \| \| \| \| Thelyconychia vicinalis \| \| \| \| \| \| Thelyconychia vidua \| \| \| \| |
|               | Thelyconychia aplomyioides |
|               | |
|               | Thelyconychia delicatula |
|               | |
|               | Thelyconychia discalis |
|               | |
|               | Thelyconychia femorata |
|               | |
|               | Thelyconychia marconychia |
|               | |
|               | Thelyconychia solivaga |
|               | |
|               | Thelyconychia vicinalis |
|               | |
|               | Thelyconychia vidua |
|               | |